# Подгорное (озеро, Ленинградская область)
Подгорное (фин. Rieskjärvi) — пресноводное озеро на территории Полянского сельского поселения Выборгского района Ленинградской области.

## Общие сведения
Площадь озера — 4,2 км², площадь водосборного бассейна — 34,8 км². Располагается на высоте 29,7 метров над уровнем моря.
Форма озера продолговатая: оно более чем на три километра вытянуто с северо-запада на юго-восток. Берега каменисто-песчаные, преимущественно возвышенные.
На северо-западной стороне Подгорное короткой протокой без названия соединяется с Красногвардейским озером, из которого вытекает река Красавка, впадающая в Краснофлотское озеро. Из Краснофлотского вытекает река Лунка, впадающая в озеро Зеленохолмское, из которого вытекает река Полянка, впадающая в Полянское озеро. Из Полянского вытекает река Петлянка, впадающая в озеро Красавица, из которого вытекает река Камышовка, приток реки Гороховки, впадающей, в свою очередь, в Выборгский залив.
Ближе к юго-западному берегу озера расположены два небольших острова без названия.
Вдоль северо-западного берега озера проходит дорога местного значения 41К-433 («Подъезд к пос. Уткино»).
К востоку от озера располагается посёлок Тарасово, через который проходит автодорога местного значения.
Название озера переводится с финского языка как «хлебное озеро».
Код объекта в государственном водном реестре — 01040300511102000009766.